# Gitega
Gitega (anciennement Kitega) est la capitale politique, depuis 2018, et la deuxième plus grande ville du Burundi. Elle est aussi la capitale de la province de Gitega, une des dix-huit provinces du pays,.
Située au centre du pays et à l'est de Bujumbura (capitale économique et ancienne capitale politique), Gitega compte une population de plus de cent mille habitants. Avec sa position centrale, elle joue le rôle  de pôle des affaires pour la région centre-est du pays, à l'instar des villes Bujumbura pour l'Ouest, Ngozi pour le Nord et Rumonge pour le Sud. Les quatre agglomérations forment de facto les métropoles régionales du pays. 
On y trouve le Musée national de Gitega, qui est le musée national du pays, et dans les environs,  plusieurs sanctuaires de tambours Karyenda et l'ibwami (cour de justice royale). 

## Histoire
Pendant la colonisation allemande, en 1912, Gitega remplaça Usumbura (ancien nom de Bujumbura) comme chef-lieu du territoire.
Après la Première Guerre mondiale, le Burundi fut donné aux Belges, qui décidèrent de garder Gitega comme chef-lieu. Plus tard, à l’indépendance du Burundi en 1962, les nouveaux dirigeants décidèrent de refaire de Bujumbura la capitale burundaise, en raison de ses équipements et de ses infrastructures importants. Gitega est aujourd’hui la capitale de « l’intérieur ».
En mars 2007, le président du Burundi Pierre Nkurunziza a annoncé que le Burundi prévoyait de transférer sa capitale à Gitega. Selon lui, la position centrale de la ville en fait un endroit idéal pour mieux desservir la majorité de la population.
Le 21 décembre 2018, le Conseil des ministres, réuni sous la direction de Pierre Nkurunziza, a adopté un projet de loi fixant la capitale politique du Burundi à Gitega, la capitale économique restant à Bujumbura
Le 7 décembre 2021, un incendie s’est déclaré dans une prison surpeuplée de Gitega, faisant au moins 38 morts et plus de 69 blessés.

## Géographie

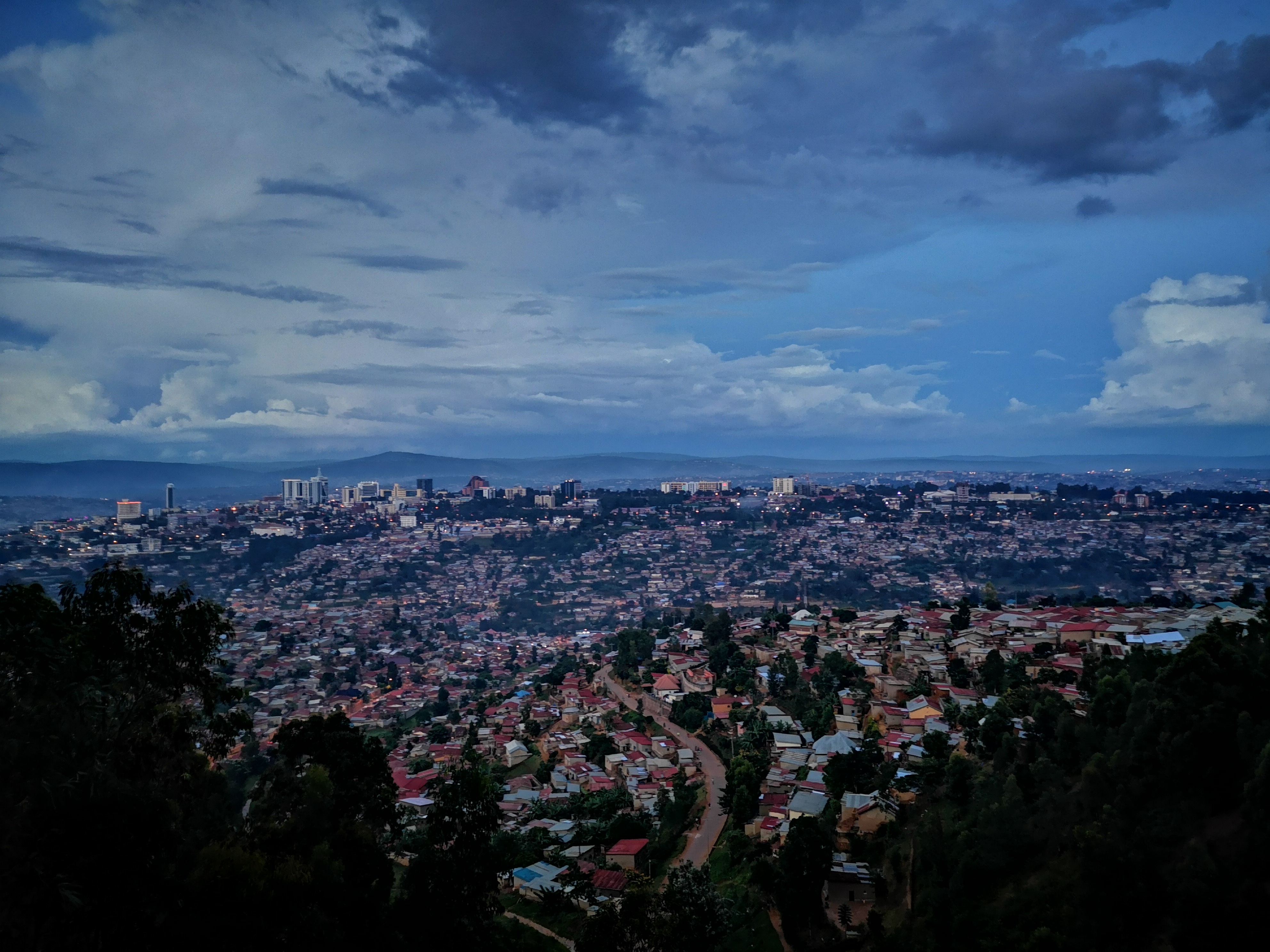
Vue de Gitega.

Plusieurs quartiers composent la ville de Gitega sur près de 10 km, le long et autour de la RN 2 qui la traverse : Magarama, Nyamugari (quartier swahili), le quartier commercial et  quartier administratif, Musinzira, Shantanya, Rutonde, Nyabiharage, Nyabututsi et Mushasha (quartier religieux). Les neuf quartiers constituent la zone Gitega urbaine, mais la ville s'étend de plus en plus dans sa zone rurale au fur et à mesure qu'elle s'agrandit.(PCDC,2020)
Située sur un relief assez important, la ville est entourée de collines : Kavumu, Muremera, Maramvya, Mubuga, Mubanga, Kibungo et Musongati. La ville est à une altitude de 1 504 m.

## Éducation

### Enseignement préscolaire

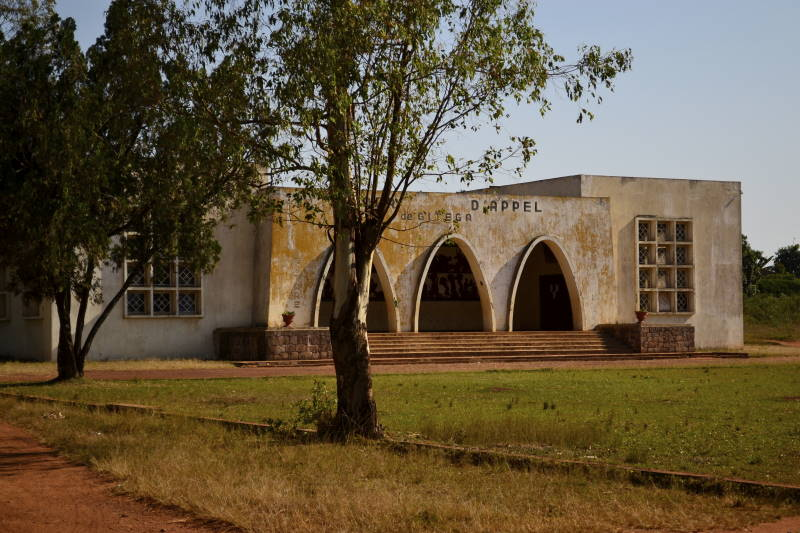
BU Gitega.

La  ville de Gitega et sa commune concentrent la grande partie des 112 écoles maternelles répertoriées dans la province. En 2014, Gitega comptait 2 349 enfants d'âge compris entre 3 et 6 ans dans les écoles maternelles.

### Enseignement primaire fondamental
L'enseignement fondamental reste marqué par les effectifs pléthoriques des enfants dans les classes. en 2014 lors de l'élaboration du Plan communal de développement de la commune, les constats étaient de 77 écoliers par classe, 35 écoliers par enseignant et 3,5 enfants par banc pupitre.

### Enseignement secondaire post fondamental
La ville de Gitega et sa commune comptent :
- 39 écoles secondaires d'enseignement général et pédagogique. Elles sont classées en statut privé (8), public communal (24) et public étatique (7). Autour de 283 salles de classe sont disponibles pour les élèves[8] ;
- 25 écoles secondaires d'enseignement technique ou professionnel. Elles ont le statut privé (15), public communal (3) ou public étatique (7). Ces écoles offrent 150 salles de classe[8].

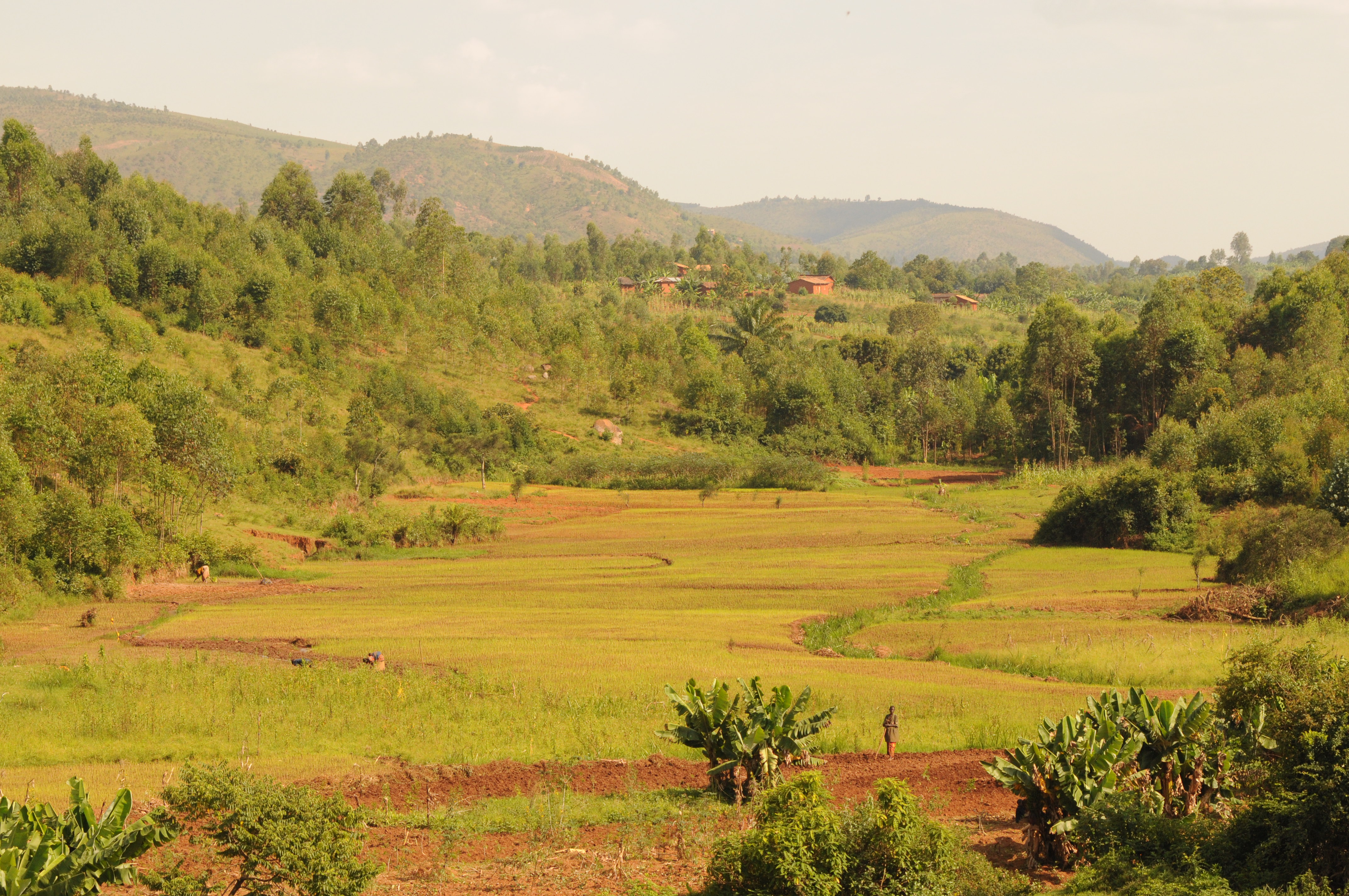
Vue des montagnes à Gitega

### Enseignement supérieur
La ville de Gitaga a 5 établissements d’enseignement supérieur fonctionnels :
- L’Institut supérieur d’agriculture (ISA) de l’université du Burundi
- L’Institut supérieur para-médical situé à Ntobwe (NYABUGOGO)
- L’Université Espoir d'Afrique localisée à Mweya
- Le Grand séminaire Jean-Paul II de Songa
- L’Université polytechnique de Gitega, fondée en 2014[9].

## Lieux de culte

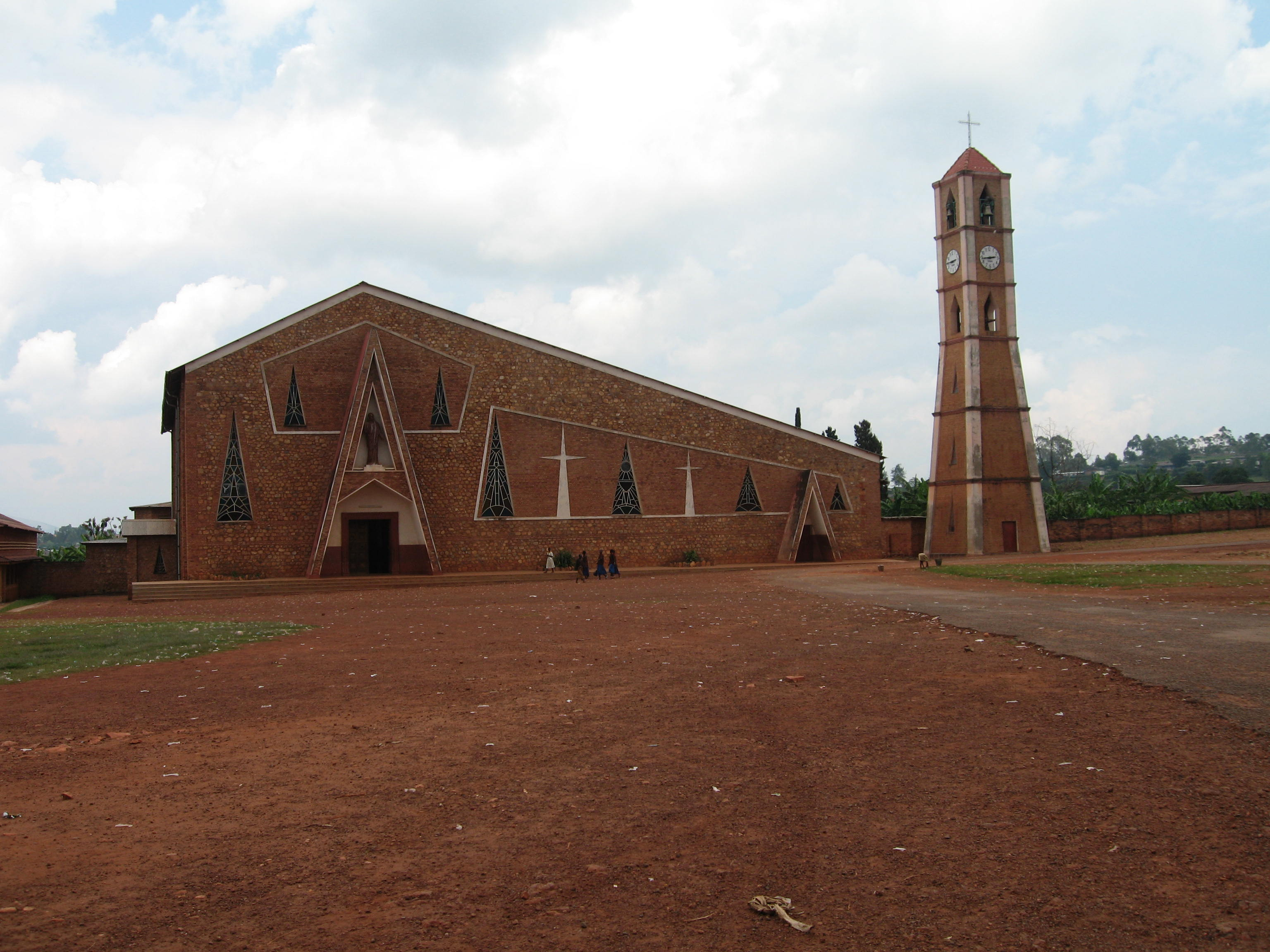
Église catholique (archidiocèse Gitega).

Parmi les lieux de culte, il y a principalement des églises et des temples chrétiens dépendant de l'archidiocèse de Gitega (Église catholique), la province de l'Église anglicane du Burundi (Communion anglicane), de l'Union des Églises baptistes au Burundi (Alliance baptiste mondiale) et des Assemblées de Dieu . Les salles du royaume des Témoins de Jehovah (TJ). Il y a aussi des mosquées musulmanes[réf. nécessaire].

## Personnalités liées à la ville
- Jean Joseph Parfait (1991-), artiste musicien, compositeur et arrangeur burundais,
- Kathia Gretta Iradukunda (1996-), éco-entrepreneure burundaise.